# Teo Ciavarella
Teo Ciavarella (San Marco in Lamis, 28 dicembre 1960 – Bologna, 16 maggio 2025) è stato un pianista e compositore italiano.

## Biografia
Nato sul Gargano, si è laureato al DAMS dell’Università di Bologna con indirizzo musicale. Ha svolto attività concertistica, didattica e di promozione culturale. Ha insegnato pratica pianistica jazz presso il Conservatorio "G.B. Martini" di Bologna e Pianoforte Jazz presso il Conservatorio Girolamo Frescobaldi di Ferrara.

### Attività musicale
Ciavarella ha inciso oltre trenta dischi e ha collaborato con numerosi artisti di fama nazionale e internazionale, tra cui Gerry Mulligan, Eddie Gomez, George Garzone, Paolo Fresu, Fabrizio Bosso e Lucio Dalla. Ha preso parte come solista a spettacoli teatrali e televisivi. Ha scritto le musiche originale del musical Cantico dei cantici  sul testo ebraico di Agostino Venanzio Reali.
Ha diretto l'orchestra jazz dell’Università di Bologna ed ha tenuto seminari e concerti in Italia, Europa, Stati Uniti e America Centrale.

### Collaborazioni discografiche
Oltre ai progetti già menzionati, Teo Ciavarella ha partecipato in qualità di pianista a numerose produzioni discografiche:
- A Love Supreme (1999), con Luigi Grasso e il Teo Ciavarella Trio, pubblicato da Java Records.
- Jazzfriends for Emergency (2008), album benefico a favore di Emergency, in cui il Teo Ciavarella Trio ha eseguito "Prelude to a Kiss" e "Arianna", con la partecipazione di Antonio Marangolo.[9]
- Prendiamociunapausa (2004), album con Cheryl Porter, Paolo Fresu e Henghel Gualdi.[10]
- Mediterranean Connection (2018), realizzato insieme al sassofonista Greg Yasinitsky.[11]
- Vally Doo (2014), album di Valentina Mattarozzi, con la partecipazione di Ciavarella.
- Camera a sud (1994), album di Vinicio Capossela, in cui ha suonato l’organo Hammond in diversi brani.
- Download the Donkey (2022), progetto pubblicato sotto il nome Zabriskie Joint con Stefano Ianne.
- Direttore artistico e arrangiatore di Moreno Corelli dal 1993 al 1999 e dal 2004 al 2007

### Collaborazioni teatrali
Teo Ciavarella ha composto e arrangiato musiche per spettacoli teatrali di noti artisti italiani, come Antonio Albanese, per cui ha scritto musiche originali per diversi spettacoli comici e satirici. Ha collaborato con Paolo Rossi in produzioni teatrali, contribuendo alla colonna sonora degli spettacoli.ed ha lavorato con Virginia Raffaele sia in contesti teatrali che televisivi.

### Attività sociale
Durante le cure oncologiche presso il Policlinico Sant'Orsola-Malpighi, Ciavarella ha suonato regolarmente nella sala d’attesa del reparto insieme al dott. Giacomo Corradi, offrendo momenti musicali ai pazienti e al personale medico.

## Discografia
Teo Ciavarella Trio
- Half Way - AFM 1002, 1996

Teo Ciavarella Trio con Henghel Gualdi
- Body and Soul - allegato alla rivista "JAZZ" nel numero di Maggio 1997

Teo Ciavarella & Friends
- Live in S. Lucia - Java Records, 1998

Compilation
- Contemporary Romantic - BMG Ariola, RCAL 1035, 1992
- Latin Jazz - BMG Ariola, RCAL 1044, 1993
- Italian Juice - Irma Records, Irma 481653, 1995
- La Voce del Gargano - VDGCD, VGDCD 001, 1997

con Doctor Dixie Jazz Band
- Jazzin' Together Again - Speedy 25007, 1984
- Dreamin' the Blues - Speedy 25008, 1985
- A Nice Summer - Speedy 25010, 1986
- The Best of DDJB (guest Paolo Conte) - Timeless (NL), CDTTD 521, 1987
- Traditional Jazz Festival - Timeless (NL), CDTTD 522/523, 1988
- Band & the Friends (guests Renzo Arbore, Pupi Avati) - Saar, LP 80501, 1988
- Woody - Saar, LP 000013, 1989
- Doctors in Concert - Mizar, Grest 193, 1994
- The Jubilee Concert - Pastels (CH), CD 201646, 1995
- Jazz Doctors and Special Guest - Sony Columbia, 484025 2, 1996

con Henghel Gualdi
- Mundial - Twins, MF 13188, 1990
- Nuovo Repertorio Musicale - EMG 01, 1991
- Henghel Gualdi - Timone CRS 933, 1992
- Together in Concert (guest Andrea Griminelli) - SMC CAP 956, 1995

con Paolo Rossi (guest Claudio Baglioni, Enzo Jannacci)
- Hammamet e Altre Storie - EPIC Sony, EPC 478349 2, 1994
- Canzonacce - EPIC Sony, EPC 475522 2, 1993

altri
- Vinicio Capossela - Camera a Sud - CGD 1995
- Moreno Corelli - Post Of Sedicianni - Sony Music Entertainment - 1993
- Piergiorgio Farina - Appassionata - Fonit Cetra 1988
- Guido Guidoboni Quintet - Free Fly - Irma Records 1994
- Vince Vallicelli Band - My Experience Live - Saar 1996
- Leoncavallo Live - Festival Blues - Leoncavallo Musica 1994
- Minus Jazz Friends - Welcome to Jazzland - Jump and Bella Musica 1993
- Alan King Band - About Time - Showbiz 1996
- Felice Del Gaudio Band - Asylum - 1996
- Giampiero Burza - Mood Latino - Java Records 1998
- Zeno Odorizzi - Zeno Odorizzi meets Teo Ciavarella Trio - Java Records 1998
- Moreno Corelli - Pitililli - RESITO distribuction - 2007

## Riconoscimenti
- Premio DAMS (2001)
- Premio "Argos Hippium", Siponto (2002)[15]
- Premio "Jazz Live for Life" (2003)